# Ikaho Rink
Ikaho Rink is de ijsbaan van Ikaho (Shibukawa, Gunma) in het midden van Japan. De baan is geopend in 1967.

## Grote wedstrijden
Internationale kampioenschappen
- 1993 - WK sprint

Continentale kampioenschappen
- 2005 - CK Azië

Wereldbekerwedstrijden
- 1996/1997 - Wereldbeker 4 sprint

Nationale kampioenschappen
- 1973 - JK allround
- 1976 - JK allround
- 1989 - JK allround
- 1994 - JK allround
- 2001 - JK allround
- 2005 - JK afstanden
- 2009 - JK allround